# Duna (canal TV)
Duna Televízió (română Televiziunea Dunărea), prescurtat: Duna TV, este o televiziune publică din Ungaria, care a fost fondată în anul 1992 pentru comunitățiile maghiare aflate în afara țării. Din anul 2006 își difuzează programele și pe al doilea canal, denumit Duna II. Autonómia (română Dunărea II. Autonomie). Televiziunea Duna TV a fost prima din Ungaria care a difuzat emisiunele prin satelit, iar din 2004 acestea se pot recepționa în America de Nord și în Australia. 
Alături de studioul central de la Budapesta, mai funcționează studiouri regionale în Cluj-Napoca, Košice, Lendava, Odorheiu Secuiesc, Subotica și Târgu Mureș care realizează reportaje, aceste studiouri fiind conectate direct, dacă se întâmplă ceva important din regiune. 
Activitatea televiziunii a fost premiată cu Magyar Örökség Díj (română Premiul de Moștenire Maghiară), iar în 1999 cu premiul UNESCO Prix Camera la categoria "cea mai bună televiziune culturală din lume".

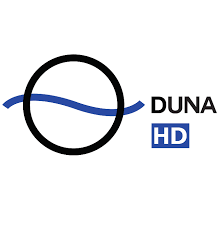
Sigla canalului Duna în format HD (2012-present)